# Svenska medeltidsvapen
Svenska medeltidsvapen (SMV) är ett svenskt uppslagsverk av Jan Raneke som beskriver svenska medeltida ätters bruk av heraldiska vapen. Två band publicerades 1982 och ett tredje band med rättelser 1985. SMV är ett standardverk inom svensk medeltida genealogi och heraldik men har kritiserats för sina många felaktigheter. 
Redan vid utgivningen av de båda första banden kunde ett stort antal fel konstateras av Jan Liedgren, Hans Gillingstam och Tapio Vähäkangas. Många fel rättades till det tredje bandet men även det fick kritik av Hans Gillingstam och Stig Östenson. 2015 publicerades utredningen Vapenlikhetsfällan av Kaj Janzon som beskriver flera metodproblem i SMV och drar slutsatsen att verket som helhet är historievetenskapligt undermåligt.

### Böcker
- Raneke, Jan (1982). Svenska medeltidsvapen I. ISBN ISBN 9157801517
- Raneke, Jan (1982). Svenska medeltidsvapen II. ISBN ISBN 9157801525
- Raneke, Jan (1985). Svenska medeltidsvapen III. ISBN ISBN 919706890X
- Janzon, Kaj, Vapenlikhetsfällan : Vapen- och sigillbruk under svensk medeltid. : En introduktion för släkthistoriker, jämte rättelser till Svenska medeltidsvapen.

### Tidskrifter
1. ↑  Jan Liedgren, Svenska medeltidsvapen I–II (recension), Personhistorisk tidskrift 1982, häfte 3-4, s. 6–9.
2. ↑  Hans Gillingstam, Svenska medeltidsvapen I–II (recension), Släkt och hävd, 1983, s. 520 ff.
3. ↑  Tapio Vähäkangas, Svenska medeltidsvapen I–II (recension), Genos, nr 55, 1984, s. 32–36.
4. ↑  Hans Gillingstam, "Medeltidsgenealogi", Släkthistoriskt Forum, 1986, 3, s. 14.
5. ↑  Jan Raneke, "Min bok handlar om heraldik!", Släkthistoriskt Forum, 1988, 1, s. 7–8.
6. ↑  Hans Gillingstam, "Raneke brister i källkritiken", Släkthistoriskt Forum, 1988/2, s. 12–13.
7. ↑  Jan Raneke, "Jag gör så gott jag kan!", Släkthistoriskt Forum, 1990/2, s. 5.
8. ↑  Stig Östenson, Svenska medeltidsvapen III (recension), Släkt och hävd, 1986, s. 55–58.
9. ↑  Janzon (2015), s.27.